# 下太田貝塚
下太田貝塚（しもおおだかいづか）は、千葉県茂原市下太田にある縄文時代中期から晩期にかけての低湿地遺跡である。房総丘陵の北東端に近いに埋没谷に形成され、200体以上の人骨とともに、骨角器のペンダントや腕輪など多数の遺物が出土した。茂原市指定史跡。
座標: 北緯35度28分17秒 東経140度17分0秒 / 北緯35.47139度 東経140.28333度

## 概要
本遺跡は、縄文時代中期中葉から晩期後葉にかけて営まれた縄文人の「死者の谷」とされ、この間の墓制の変遷を知ることのできる遺跡として重要とされるが、特に注目されるのは中期後葉・後期前葉・後期中葉の三期にわたる墓域を層位的に検出し、埋没谷中に営まれた墓域の時期を追っての変遷を捉えることができたことである。
縄文時代中期は放射状に円を描く墓地に、人のほかイノシシやイヌの幼獣の埋葬例があり、ペットだったとみられている。後期前葉は乳幼児と少年以上というように年齢別に墓域を分けた可能性が高く、土器棺に納め再葬されている。
しかし、後期中葉では明らかに異なる二つの埋葬形態があり、一方は長楕円形の土坑墓中に一体ずつ埋葬されるもので、伸展葬が主体で方形もしくは長方形の範囲内に密集して埋葬されている。もう一方は楕円形を呈する大小3基の土坑中に大量の遺骸が集積されており、埋葬に際して集団的な区別が行われていたことを予見させ、縄文時代は平等で身分制度はなかったとする従来の説に一石を投じている。
また、多くの人骨のサンプルが得られたことから、茨城県取手市の中妻貝塚出土の人骨とともに、ミトコンドリアDNA分析という新しい手法を用いた研究の対象となり、種々の推測が可能となった。すなわち、中妻貝塚土坑人骨でも当貝塚土坑人骨でも同一のハプロタイプが半数を占めたことから、縄文時代後期の房総半島地域では、母系親族を中心とした居住が行われていたと推測され、共通のハプロタイプが一例ずつ認められたことから、両集落間になんらかの関係があったことが推測されたことである。さらに、両貝塚で判別されたものと同一のハプロタイプがアジア各地の現在の人々に見られ、縄文人の起源を考える上で新しい知見を得た、とする指摘もある。